# Campylobacter
Campylobacter (bactéria retorcida) é um gênero de bactérias que foi inicialmente descrito em 1963  e descreve bactérias gram-negativas, espirais e microaerofílicas. Movem-se através de flagelos uni ou bipolares, são oxidase-positivas e possuem aspecto espiral característico. Não utilizam carboidratos como fonte de energia e necessitam de baixas concentrações de oxigênio e altas de dióxido de carbono para crescimento. 

## Espécies
- Campylobacter coli
- Campylobacter concisus
- Campylobacter curvus
- Campylobacter fetus
- Campylobacter gracilis
- Campylobacter helveticus
- Campylobacter hominis
- Campylobacter hyointestinalis
- Campylobacter insulaenigrae
- Campylobacter jejuni
- Campylobacter lanienae
- Campylobacter lari
- Campylobacter mucosalis
- Campylobacter rectus
- Campylobacter showae
- Campylobacter sputorum
- Campylobacter upsaliensis